# SM i futsal 2007-2008
La SM i futsal 2008-2009 è stata la quinta edizione del Campionato svedese di calcio a 5, disputato nella stagione 2007/2008. La formula ha previsto tre turni di cui il primo con 12 gironi da tre squadre, il secondo con quattro gruppi di tre formazioni che hanno qualificato le quattro semifinaliste che hanno giocato la final four il 17 febbraio 2008 a Halmstad. La vittoria finale è andata allo Skövde AIK, al suo terzo titolo nazionale.

## Final four

### Semifinali
| Halmstad 17 febbraio 2008 | Dalkurd | 4 – 2 | Alingsås IF |  |

| Halmstad 17 febbraio 2008 | Skövde AIK | 6 – 3 | Sköllersta IF |  |

### Finale 3º-4º posto
| Halmstad 17 febbraio 2008 | Sköllersta IF | 7 – 2 | Alingsås IF |  |

### Finale
| Halmstad 17 febbraio 2008 | Skövde AIK | 11 – 1 | Dalkurd |  |